# NGC 1214
NGC 1214 je galaksija u zviježđu Eridan.

## Vanjske poveznice
- SEDS: NGC 1214